# 千代田公园

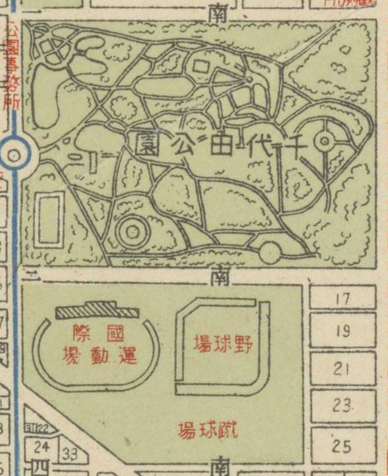
1939年地图上的千代田公园（图中上部）。图中下部（南偏西）为奉天国际运动场

千代田公园是中华民国、满洲国奉天满铁附属地的公园，今为沈阳中山公园。

## 概况
千代田公园位于奉天满铁附属地南部。奉天满铁附属地在1905年设立，起初人口分布于其北部地区，主要的公园为春日公园。作为“奉天将来的都市公园”，满铁又在附属地南部建设公园。首先1919年在千代田通南侧设立了苗圃:140，1924年开始建设千代田公园，1926年落成:1044。规划用地19.4公顷。公园实际面积178,713平方米:25。千代田公园内既有日本传统庭园式的池和筑山，也有西洋式的花坛、喷泉。:237园内有200平方米的温室。:257
1932年满洲国建立后，位于满铁附属地的千代田公园的管理仍属于满铁而非奉天市政。1933年起收取门票，限日本人入园:140。1937年12月，日本在满洲国的治外法权撤销，千代田公园转由奉天市公署管理。:88
1946年4月（国民政府统治时期），改称中山公园。:1044

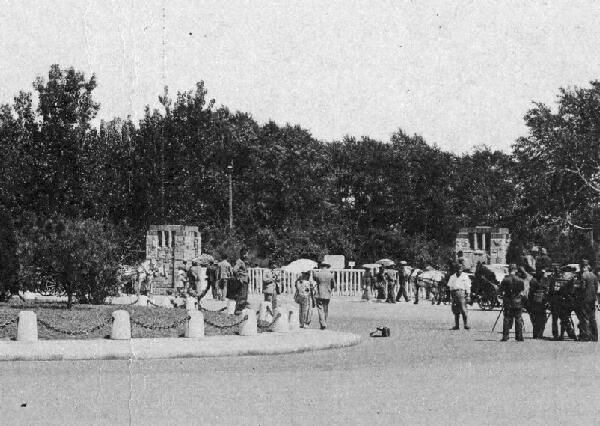
公园入口
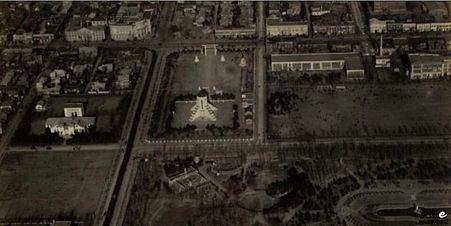
航拍图，图中右下为千代田公园的一部分

## 设施
园内中间偏北处设有沉池（喷泉）一处，建造于1926年左右，耗资8,700余日元:403。1965年，沉池的喷水塔被认为外形象征军舰而被拆除，代以儿童嬉水雕塑，沉池本身至2021年仍现存。园内设有露天剧场（野外音乐堂），在满铁附属地和满洲国时代是欣赏西洋音乐的场所，在20世纪80年代被拆除。院内南侧有棒球场和游泳池，棒球场在1950年代末到1960年代之间拆除，游泳池在1980年代前期拆除。:142

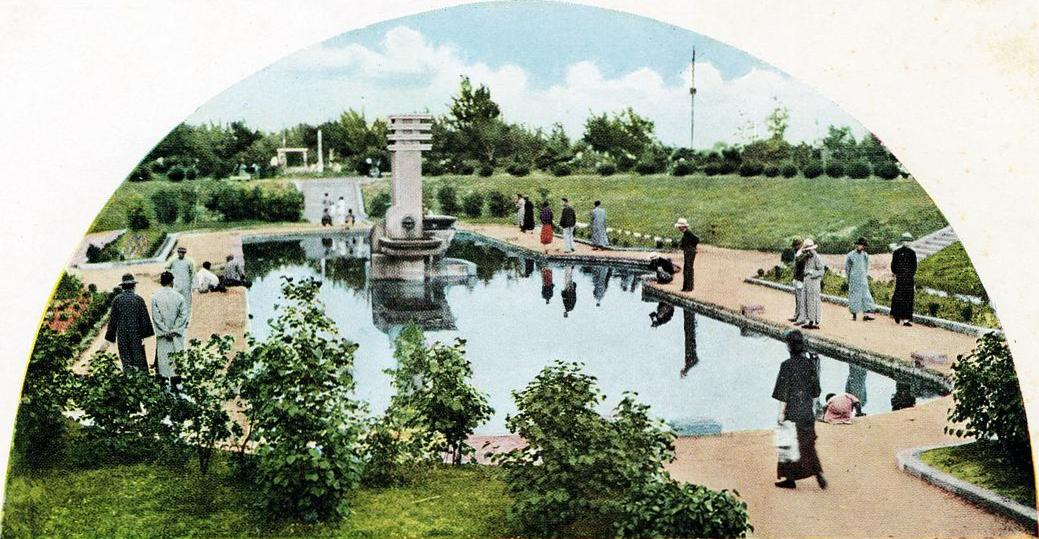
沉池与四周的游客
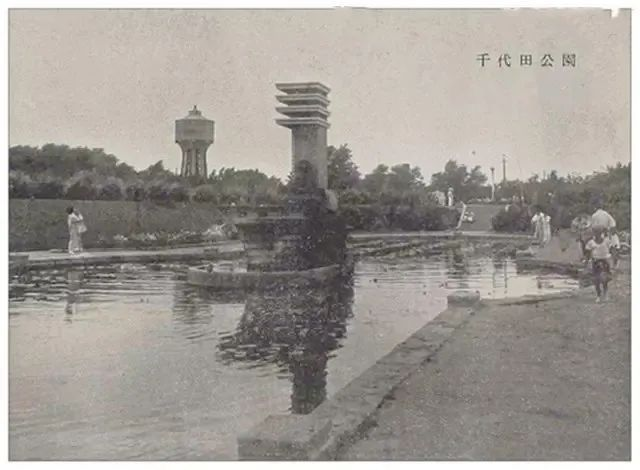
自沉池附近远望老水塔
沉池中的睡莲

## 水塔

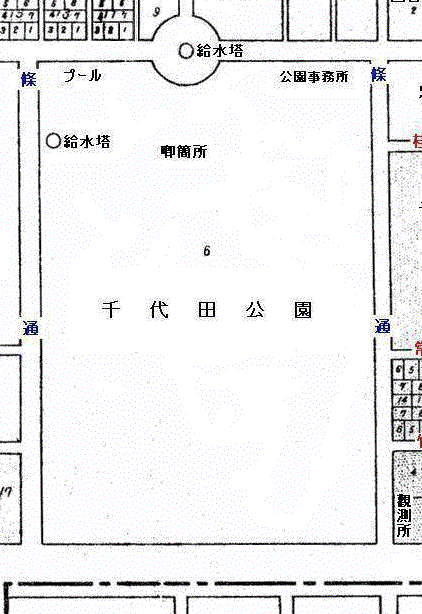
地图上可见两座水塔的位置。图中上方为西北。第一座水塔在公园外西北方向的环岛中，第二座水塔在公园的西部

千代田公园西侧和园内各有一座水塔。西侧的水塔的建设始于1914年，1915年1月开始供水。:18园内的水塔建于1929年:189，2008年被指定为沈阳市文物保护单位:140，现存。据日人1943年记载，奉天满铁附属地水质为满洲最佳。:44

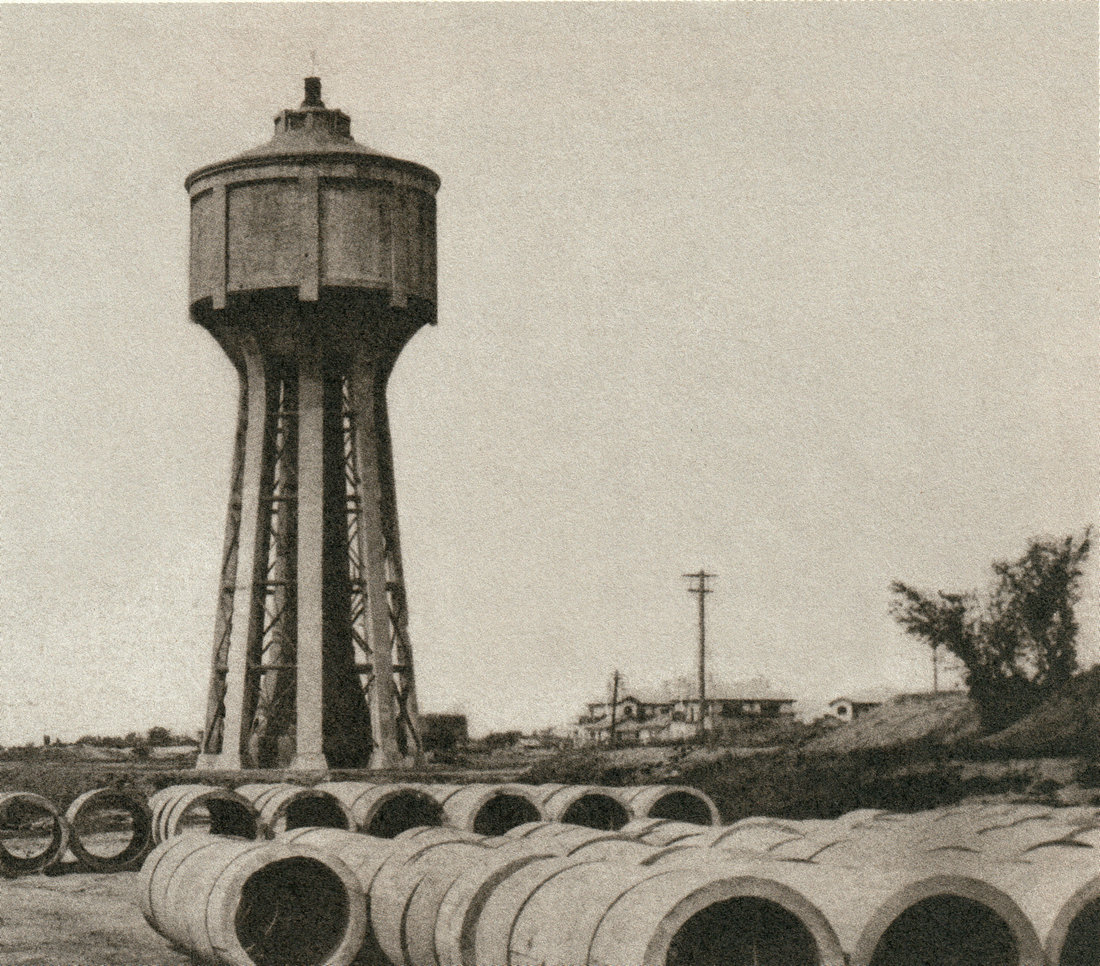
第一座水塔，已不存
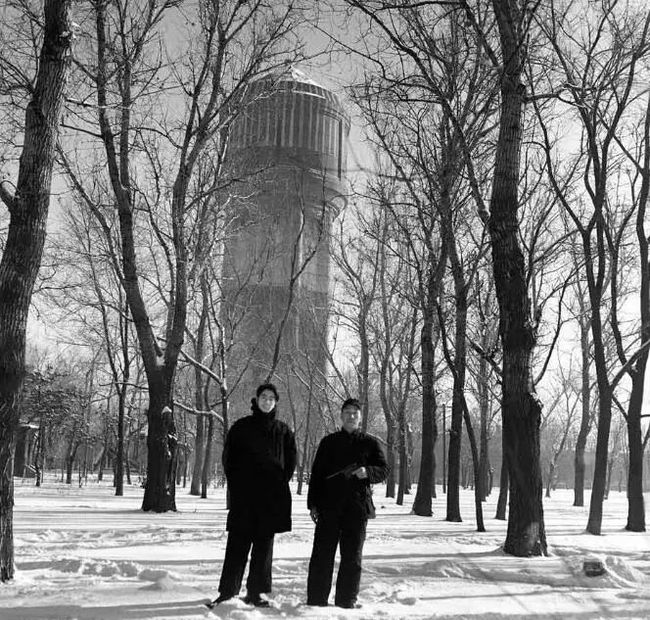
第二座水塔，摄于1949年
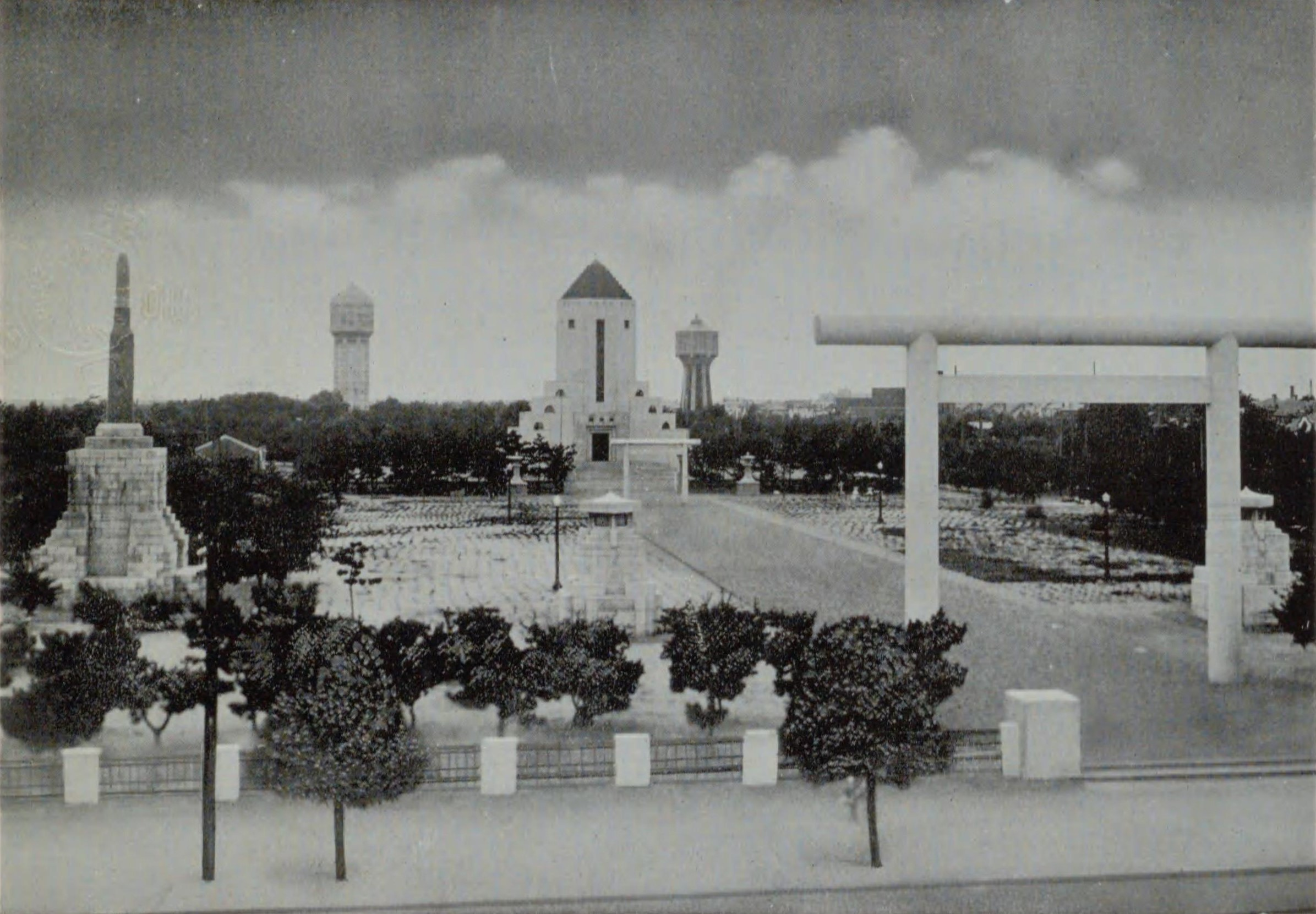
奉天忠灵塔的照片中远处可见两座水塔